# Gianfranco Petris
Gianfranco Petris (27. srpen 1936, Budoia, Italské království – 1. červenec 2018, Trepalle, Itálie) byl italský fotbalový útočník.
S fotbalem začínal v Trevisu, kde působil dva roky. V roce 1956 odešel do Triestiny, kde po první sezoně spadl do druhé ligy. V následující sezoně pomohl svými 17 brankami k postupu zpět do nejvyšší ligy. V roce 1958 jej koupila Fiorentina, kde získal dvě trofeje. Vyhrál italský pohár (1960/60) a pohár PVP (1960/61). Za šest let za fialky nastoupil celkem do 193 utkání a vstřelil 57 branek. V roce 1964 byl prodán do Lazia, kde působil jeden rok a kariéru zakončil v roce 1968 ve Vigor Trani.
Za reprezentaci odehrál čtyři utkání.

## Hráčská statistika
| Sezóna  | Klub       | Liga    | Liga   | Liga | Ligové poháry  | Ligové poháry | Ligové poháry | Kontinentální poháry | Kontinentální poháry | Kontinentální poháry | Celkem | Celkem |
| Sezóna  | Klub       | Soutěž  | Zápasy | Góly | Soutěž         | Zápasy        | Góly          | Soutěž               | Zápasy               | Góly                 | Zápasy | Góly   |
| ------- | ---------- | ------- | ------ | ---- | -------------- | ------------- | ------------- | -------------------- | -------------------- | -------------------- | ------ | ------ |
| 1954/55 | Treviso    | Serie B | 8      | 3    | -              | 0             | 0             | -                    | 0                    | 0                    | 8      | 3      |
| 1955/56 | Treviso    | Serie C | 32     | 8    | -              | 0             | 0             | -                    | 0                    | 0                    | 32     | 8      |
| 1956/57 | Triestina  | Serie A | 31     | 5    | -              | 0             | 0             | -                    | 0                    | 0                    | 31     | 5      |
| 1957/58 | Triestina  | Serie B | 32     | 17   | -              | 0             | 0             | -                    | 0                    | 0                    | 32     | 17     |
| 1958    | Turín      |         | 0      | 0    | IP             | 6             | 0             | -                    | 0                    | 0                    | 6      | 0      |
| 1958/59 | Fiorentina | Serie A | 26     | 10   | IP 58+IP 58/59 | 2+2           | 2+1           | -                    | 0                    | 0                    | 30     | 13     |
| 1959/60 | Fiorentina | Serie A | 27     | 7    | IP             | 4             | 4             | Stř.P                | 2                    | 0                    | 33     | 11     |
| 1960/61 | Fiorentina | Serie A | 33     | 8    | IP             | 4             | 5             | PVP                  | 6                    | 1                    | 43     | 14     |
| 1961/62 | Fiorentina | Serie A | 32     | 5    | IP             | 1             | 0             | Stř.P+PVP            | 5+7                  | 0                    | 45     | 5      |
| 1962/63 | Fiorentina | Serie A | 18     | 7    | IP             | 1             | 1             | -                    | 0                    | 0                    | 19     | 8      |
| 1963/64 | Fiorentina | Serie A | 20     | 6    | IP             | 3             | 0             | -                    | 0                    | 0                    | 23     | 6      |
| 1964/65 | Lazio      | Serie A | 11     | 1    | IP             | 2             | 0             | -                    | 0                    | 0                    | 13     | 1      |
| 1965/66 | Trani      | Serie B | 23     | 2    | IP             | 0             | 0             | -                    | 0                    | 0                    | 23     | 2      |
| Celkově | Celkově    | Celkově | 293    | 79   | -              | 25            | 21            | -                    | 20                   | 1                    | 338    | 101    |

## Hráčské úspěchy

### Klubové
- 1× vítěz 2. italské ligy (1957/58)
- 1× vítěz italského poháru (1960/61)
- 1× vítěz poháru PVP (1960/61)

### Reprezentační
- 1× na MP (1955–1960)